# The Square (film 2008)
The Square è un film del 2008 diretto da Nash Edgerton.
Il film narra una torbida vicenda nell'apparentemente tranquilla provincia australiana, su un soggetto di Joel Edgerton.

## Trama
In una piccola cittadina australiana, Carla, scopre il suo compagno Smithy mentre nasconde nel sottotetto un ingente somma di denaro, frutto di una rapina portata a segno con la sua banda. La giovane donna ha una relazione con il più maturo Raymond con il quale da tempo progetta di scappare. Così suggerisce a questo di prendere quel denaro e fuggire insieme. Raymond è davvero innamorato di Carla e sarebbe disposto a lasciare sua moglie ma non è convinto che questo sia il modo giusto, a meno che non si escogiti un piano davvero inattaccabile, come potrebbe essere quello di dare fuoco alla casa. Non si lascerebbero tracce e si potrebbe poi, organizzare con calma la fuga col denaro.
La risolutezza di Carla spinge Raymond ad attuare quello che sembrava un piano folle. L'uomo ingaggia Billy, un malvivente che si incarica di dare fuoco alla casa in una maniera che non desti sospetti. Un imprevisto complica però le cose. La circostanza perfetta per compiere l'atto criminoso, e cioè una festa di Natale nella quale tutto il paese è riunito in un'allegra scampagnata, ha fatto sì che l'anziana mamma di Smithy andasse a stare a casa del figlio. Quando Carla lo scopre avverte immediatamente Raymond che subito telefona a Billy ma a rispondergli è la sorella Lily che pur consapevole di tutto e avvisata di fermare il fratello, non riesce a fermare in tempo Billy. Dunque l'incendio viene innescato distruggendo completamente la casa e uccidendo la donna che vi era dentro.
Ray comincia ad avere dei messaggi ricattatori e poi si scopre anche che nel rogo la famosa borsa con il malloppo si è miracolosamente salvata svelando a Smithy che qualcuno lo ha derubato inscenando poi il tragico incendio. Ray sente di poter essere scoperto e comincia a sospettare di tutti. Indagando su Leonard, un giovane che faceva parte della banda di Smithy e che saltuariamente lavorava nel cantiere edile che lui dirige, viene sorpreso, e nel fuggire raggiunto. Ne nasce una violenta colluttazione al termine della quale il ragazzo viene accidentalmente ferito a morte. Raymond decide così di occultare il cadavere del ragazzo in una buca creata sotto a un basamento che il giorno seguente dovrà essere coperto da una gettata di calcestruzzo. Così, al mattino, gli operai dovranno rimediare all'inspiegabile scompaginamento di quel quadrato che ora deve essere rimesso in sesto. Il tempo perso e la concomitante pioggia impediscono di effettuare il getto previsto rimandando addirittura le operazioni di una settimana, scatenando l'ira di Ray che mai era stato così sgarbato e nervoso coi suoi operai.
Il ricattatore si rifà vivo e dunque anche la seconda vittima di questa brutta storia è totalmente estranea alla stessa. Sospettando della sorella di Billy, Ray la aggredisce dentro casa sua mostrandole il biglietto minatorio. Si accorge però presto che la ragazza non c'entra niente e dopo un paradossale scambio di ruoli i due si lasciano scusandosi l'un l'altra. Lui per l'aggressione, lei perché non frenando il fratello ha innescato una serie di disastri.
A Smithy intanto non resta che sospettare solo di quel Leonard scomparso che comunque non poteva conoscere il nascondiglio del malloppo. Così accusa Carla che però, quasi sorpresa sul fatto, riesce abilmente a cavarsela. Diversamente va a Ray con il suo capocantiere. Questi ha capito che la sparizione di Leonard e le contemporanee stranezze al lavoro portano a un'unica soluzione. Raymond se ne accorge e nel tentare di fermarlo, in un inseguimento in auto, lo manda fuori strada uccidendolo.
Pronto per fuggire, Raymond va all'appuntamento per chiuderla con il ricattatore. Con sua sorpresa scopre il suo datore di lavoro che gli sbatte in faccia una storia di fondi sottratti alla sua impresa mentre alla fonte dei ricatti ci sarebbe Barney, il fornitore di calcestruzzo nonché suo complice, ora sotto torchio. Raymond è scioccato perché si rende conto che tutta la storia dei ricatti non aveva niente a che fare con la sottrazione dei soldi a Smithy. A casa di Carla lo aspetta Billy che, pistola alla mano, vuole la parte di ricompensa che Ray non gli aveva riconosciuto avendolo avvisato inascoltato di fermarsi. Carla per liberarsi di quest'ultimo ostacolo apre allora la borsa con tutti i soldi di fronte a Billy, che ora non si accontenta di un saldo. A quel punto torna a casa Smithy e nasce una sparatoria che lo vede cadere morto. Billy, ferito fa per andarsene, ma Ray lo attacca e nella colluttazione parte un colpo che va a colpire Carla uccidendola. Billy scappa mentre a Raymond resta solo la disperazione.

## Produzione
Il film è stato girato nel 2007 nel Nuovo Galles del Sud.

## Distribuzione
Il film è stato presentato al Sydney Film Festival il 15 giugno 2008 ed è uscito nelle sale australiane dal 31 luglio seguente. Nel gennaio 2009 è stato distribuito in Francia mentre negli Stati Uniti è stato presentato in diversi festival per poi essere stato distribuito in forma limitata dall'aprile 2010.